# Дрелів (гміна)
Гміна Дрелів (пол. Gmina Drelów) — сільська гміна у східній Польщі. Належить до Більського повіту Люблінського воєводства.
Станом на 31 грудня 2011 у гміні проживало 5547 осіб.

## Площа
Згідно з даними за 2007 рік площа гміни становила 228.03 км², у тому числі:
- орні землі: 57.00 %
- ліси: 36.00 %

Таким чином, площа гміни становить 8.28 % площі повіту.

## Населення
Станом на 31 грудня 2011:
| Опис     | Загалом | Загалом | Чоловіки | Чоловіки | Жінки | Жінки |
| -------- | ------- | ------- | -------- | -------- | ----- | ----- |
| одиниця  | осіб    | %       | осіб     | %        | осіб  | %     |
| все      | 5547    | 100     | 2795     | 50.39    | 2752  | 49.61 |
| міське   | 0       | 100     | 0        |          | 0     |       |
| сільське | 5547    | 100     | 2795     | 50.39    | 2752  | 49.61 |

## Сусідні гміни
Гміна Дрелів межує з такими гмінами: Біла Підляська, Комарувка-Підляська, Конколевниця, Ломази, Мєндзижець-Підляський, Межиріччя, Радинь-Підляський, Вогинь.